# Leptopholcus toma
Leptopholcus toma là một loài nhện trong họ Pholcidae. Loài này có ở Hispaniola.